# هرية (وادي العين)
'

تعديل مصدري - تعديل

هرية هي إحدى قرى عزلة وادي العين بمديرية حورة التابعة لمحافظة حضرموت، بلغ تعداد سكانها 206 نسمة حسب تعداد اليمن لعام 2004.